# Olivierus mischi
Espèce
Synonymes
- Mesobuthus mischi Fet, Kovařík, Gantenbein, Kaiser, Stewart & Graham, 2018

Olivierus mischi est une espèce de scorpions de la famille des Buthidae.

## Distribution
Cette espèce est endémique de l'Afghanistan.

## Description
Le mâle holotype mesure 71 mm et la femelle paratype 71,20 mm.

## Systématique et taxinomie
Cette espèce a été décrite sous le protonyme Mesobuthus mischi par Fet, Kovařík, Gantenbein, Kaiser, Stewart et Graham en 2018. Elle est placée dans le genre Olivierus par Kovařík en 2019.

## Étymologie
Cette espèce est nommée en l'honneur de Michael Misch.

## Publication originale
- Fet, Kovařík, Gantenbein, Kaiser, Stewart & Graham, 2018 : « Revision of the Mesobuthus caucasicus Complex from Central Asia, with Descriptions of Six New Species (Scorpiones: Buthidae). » Euscorpius, no 255, p. 1-77 (texte intégral).